# Ricardo Waddington
Ricardo Waddington (Rio de Janeiro, 22 de dezembro de 1960) é um diretor de televisão brasileiro e foi um dos principais diretores artísticos da TV Globo. Em televisão, onde atua profissionalmente desde 1985, esteve no comando de inúmeras produções de sucesso e prestígio do público e da crítica, como Vale Tudo, Tieta, Quatro por Quatro, História de Amor, Por Amor, Laços de Família, Presença de Anita, Coração de Estudante, Mulheres Apaixonadas, Cabocla, Sinhá Moça, A Favorita, Cordel Encantado,  Avenida Brasil, O Canto da Sereia e Amores Roubados.

## Carreira

### 1983-89: O início com Paulo Ubiratan: Vale Tudo e Tieta
Ricardo Waddington começou sua carreira como assistente de direção de Paulo Ubiratan, que foi seu mentor e seu amigo de longa de data em Louco Amor (1983) de Gilberto Braga , Champagne (1983) de Cassiano Gabus Mendes e Transas e Caretas (1984) de Lauro César Muniz, e de Dennis Carvalho em Corpo a Corpo (1984) de Gilberto Braga. Sua primeira direção ocorre em De Quina Pra Lua (1985), de Alcides Nogueira. Auxilia Dennis Carvalho novamente em Selva de Pedra (1986) de Regina Braga e José Eloy de Araújo, baseado na obra honônima de Janete Clair exibida em (1972) e em Roda de Fogo (1986) de Lauro César Muniz e Marcílio Moraes. Substitui Gonzaga Blota na direção de O Outro (1987), de Aguinaldo Silva. Assina sua primeira direção-geral na novela Mandala (1987), de Dias Gomes, adaptação da peça Édipo Rei, de Sófocles. Novamente auxilia Dennis Carvalho em Vale Tudo (1988), um marco da Teledramaturgia, escrita por Gilberto Braga,Aguinaldo Silva e Leonor Bassères. Voltou a auxiliar Paulo Ubiratan em outro clássico da Teledramaturgia  Tieta (1989) de Aguinaldo Silva, Ana Maria Moretzsohn e Ricardo Linhares, baseada na obra de Jorge Amado e tendo Betty Faria e Cláudia Ohana no personagem título da trama e tendo parceiros na direção Reynaldo Boury e Luiz Fernando Carvalho, esta sendo considerada a maior audiência da televisão brasileira ao lado de Roque Santeiro.

### 1990-99: Quatro por Quatro, História de Amor e Por Amor e o ínicio da parceria com Manoel Carlos
Volta a auxiliar Paulo Ubiratan Meu Bem, Meu Mal (1990), de Cassiano Gabus Mendes. Volta a auxiliar Dennis Carvalho em O Dono do Mundo (1991), de Gilberto Braga. A partir de 1993 assume a direção geral de produções das novelas da Globo, em 1993 dirige duas produções de Antônio Calmon: a minissérie Sex Appeal e a novela Olho no Olho. Assina a direção-geral de Quatro por Quatro (1994), de Carlos Lombardi. Em 1995 inicia a parceria de sucesso com o autor Manoel Carlos e vira seu parceiro habitual nas produções da Globo. Dirige a novela História de Amor (1995), produção que marca a comemoração de 30 anos de carreira de Regina Duarte. Em 1996, dirige a novela Anjo de Mim de Walther Negrão. Em 1997, repete novamente a parceria de sucesso com Manoel Carlos e dirige Por Amor, sendo esta a última parceria com o diretor Paulo Ubiratan, que morreu durante a produção vítima de infarto e assume pela primeira vez a direção de núcleo das telenovelas e tendo parceiros de direção os diretores Roberto Naar, Alexandre Avancini, Ary Coslov e Edson Spinello. Dirige ao lado de Daniel Filho a novela Suave Veneno (1999), de Aguinaldo Silva encerrando assim o ciclo da década de 90. 

### 2000-14: Laços de Família, Presença de Anita, Mulheres Apaixonadas, A Favorita e Avenida Brasil. O Auge com Manoel Carlos e o início da parceria com João Emanuel Carneiro e a consolidação como diretor de núcleo
Em 2000, mais uma parceria de sucesso com Manoel Carlos e dirige a bem-sucedida Laços de Família , novela que marcou a sua carreira além de prêmios fora do Brasil e o primeiro trabalho da sua esposa Helena Ranaldi com Maneco, tendo parceiros de direção Rogério Gomes, Marcos Schechtman, Moacyr Góes e Leandro Néri. Em 2001, mais uma parceria com Manoel Carlos, a minissérie Presença de Anita, baseada no livro de Mário Donato, foi um enorme sucesso de audiência e repercussão e teve a maior audiência de uma minissérie dos anos 2000. Em 2002, dirige Coração de Estudante , de Emanuel Jacobina. Em 2003, novamente mais uma parceria com Manoel Carlos dirige a novela Mulheres Apaixonadas , um grande sucesso de audiência e repercussão, tendo como parceiros na direção Rogério Gomes, José Luiz Villamarim, Ary Coslov e Marcelo Travesso e teve temas fortes como preconceito social contra os idosos e lésbicas, celibato, alcoolismo, violência doméstica, traição, câncer, romance entre mulheres mais velhas e jovens rapazes, o tormento provocado pelo ciúme e outros. Além de ter sido um grande sucesso de audiência, atingindo médias diárias em torno dos 50 pontos, a trama influenciou na posterior aprovação de algumas leis, como o Estatuto do Idoso e o Estatuto do Desarmamento. Em 2004, dirige o remake de Cabocla , de Benedito Ruy Barbosa, baseada na obra de Ribeiro Couto e foi um grande sucesso, sendo a terceira maior audiência dos anos 2000, perdendo apenas para Alma Gêmea e a sua antecessora Chocolate com Pimenta. Em 2005, novamente com Benedito Ruy Barbosa, dirige a minissérie Mad Maria. Ainda em 2005, dirige a novela Bang Bang, novela escrita por Mario Prata e finalizada por Carlos Lombardi, trama que foi considerada um fracasso retumbante fracasso pela baixa qualidade da história e repercussão pífia. Em 2006, dirige o remake da novela Sinhá Moça, de Benedito Ruy Barbosa, baseada no romance homônimo de Maria Dezonne Pacheco Fernandes e ainda dirige Pé na Jaca, de Carlos Lombardi. Em 2008, volta ao horário nobre e dirige um dos maiores sucessos do horário nobre, A Favorita, de João Emanuel Carneiro, tendo Cláudia Raia e Patrícia Pillar como protagonistas principais e tendo como parceiros de direção Paulo Silvestrini, Gustavo Fernandez, Roberto Vaz, Pedro Vasconcelos, Marco Rodrigo, Roberto Naar, Ary Coslov e Isabela Secchin. Em 2009, dirige a novela Cama de Gato, de Duca Rachid e Thelma Guedes. 
Em 2010, dirige a minissérie A Cura, de  João Emanuel Carneiro e Marcos Bernstein. Em 2011, dirige a novela Cordel Encantado mais uma parceria com Duca Rachid e Thelma Guedes e foi um grande sucesso. Em 2012, dirige a minissérie O Brado Retumbante e em mais uma parceria com João Emanuel Carneiro, dirige um marco da teledramaturgia, a novela Avenida Brasil, um sucesso que monopolizou o país com a implacável saga de Nina (Débora Falabella), uma jovem que arquiteta um plano de vingança contra sua ex-madrasta, Carmen Lúcia, a Carminha (Adriana Esteves), responsável pela morte de seu pai e por tê-la abandonado no lixão, tendo parceiros de direção José Luiz Villamarim, Amora Mautner,  Gustavo Fernandez, Thiago Teitelroit, Paulo Silvestrini, André Câmara e Joana Jabace.  Em 2013, dirige a minissérie O Canto da Sereia, de George Moura e Patrícia Andrade e ainda em mais uma parceria com Duca Rachid e Thelma Guedes dirige a novela Joia Rara, vencedora do Prêmio Emmy Internacional de melhor novela de 2013 e em 2014 dirige seus últimos trabalhos: a minissérie Amores Roubados de George Moura e a novela Boogie Oogie, do Moçambiquense Rui Vilhena e supervisionada por Aguinaldo Silva. Também foi  responsável pela direção geral e artística do programa Amor & Sexo (2009), entre outras séries e programas que dirigiu ao longo da carreira como Globo de Ouro, Delegacia de Mulheres, Malhação, Por Toda Minha Vida entre outros. 
Em dezembro de 2020 substituiu Carlos Henrique Schroder no comando da direção de Entretenimento da Globo, como responsável por desenvolver novos projetos para a Globo, tanto para a TV convencional quanto para a plataforma de streaming Globoplay.
Em 14 de março de 2023 a Globo anunciou a saída de Ricardo Waddington e sua substituição por Amauri Soares. .

## Vida pessoal
Waddington tem ascendência inglesa e ucraniana. Casou com a atriz Lídia Brondi em dezembro de 1982 e se divorciou em 1988. O casal tem uma filha chamada Isadora. Em 1994 casou com a atriz Helena Ranaldi e se separou em 2004. O casal tem um filho, o ator Pedro Waddington.
É irmão do cineasta Andrucha Waddington.

## Trabalhos na televisão

### Telenovelas
- 1984/1985 - Corpo a Corpo - direção
- 1985/1986 - De Quina pra Lua - direção
- 1986 - Selva de Pedra - direção
- 1986/1987 - Roda de Fogo - direção
- 1987 - O Outro - direção geral
- 1987/1988 - Mandala - direção e direção geral
- 1988/1989 - Vale Tudo - direção
- 1989/1990 - Tieta - direção
- 1990/1991 - Meu Bem, Meu Mal - direção
- 1991/1992 - O Dono do Mundo - direção
- 1993/1994 - Olho no Olho - direção e direção geral
- 1994/1995 - Quatro por Quatro - direção e direção geral
- 1995/1996 - História de Amor - direção e direção geral
- 1996/1997 - Anjo de Mim - direção e direção geral
- 1997/1998 - Por Amor - direção geral e núcleo
- 1999 - Suave Veneno - direção geral e núcleo
- 2000/2001 - Laços de Família - direção geral e núcleo
- 2002 - Coração de Estudante - direção de núcleo
- 2003 - Mulheres Apaixonadas - direção geral e núcleo
- 2004 - Cabocla - direção de núcleo
- 2005/2006 - Bang Bang - direção de núcleo
- 2006 - Sinhá Moça - direção de núcleo
- 2006/2007 - Pé na Jaca - direção geral e núcleo
- 2008/2009 - A Favorita - direção geral e núcleo
- 2009/2010 - Cama de Gato - direção de núcleo
- 2011 - Cordel Encantado - direção de núcleo
- 2012 - Avenida Brasil - direção de núcleo
- 2013/2014 - Além do Horizonte - direção de núcleo
- 2013/2014 - Joia Rara - direção de núcleo
- 2014/2015 - Boogie Oogie - direção geral e núcleo

### Minisséries e seriados
- 1990 - Delegacia de Mulheres - direção
- 1993 - Sex Appeal - direção e direção geral
- 1999/2001/2010 - Malhação - direção de núcleo
- 2001 - Presença de Anita - direção geral e núcleo
- 2005 - Mad Maria - direção geral e núcleo
- 2010 - A Cura - direção geral e núcleo
- 2012 - O Brado Retumbante - direção de núcleo
- 2013 - O Canto da Sereia - direção de núcleo
- 2014 - Amores Roubados - direção de núcleo

### Programas
- 1982/1990 - Globo de Ouro - direção
- 1998 - Angel Mix - núcleo
- 2006/2011 - Por Toda Minha Vida - núcleo
- 2009 - Amor & Sexo - direção e núcleo
- 2013/2014 - Vídeo Show - núcleo
- 2015 - Carnaval Globeleza 2015 - núcleo
- 2018/2019 - SóTocaTop - idealização e criação[4]
- 2021 - Caldeirão com Mion - idealizador
- 2021 - Domingão com Huck - idealizador